# Бархатовская культура
Бархатовская культура — археологическая культура позднего бронзового века на территории Западной Сибири.

## Описание
Бархатовская культура существовала в XI—VIII вв. до н. э., одновременно с ирменской и сузгунской культурами. Поселения располагались возле рек и озёр, состояли из нескольких каркасных полуземлянок с коридорообразным выходом. 

## Артефакты
Керамика представлена плоскодонными сосудами с раздутым туловом и орнаментом в верхней части (пояски наклонных оттисков, зигзаги, решётки). Среди находок встречаются рыболовные грузила из глины, бронзовые изделия (кельты, ножи, подвески). 

## Хозяйство
Население занималось скотоводством (и коневодством), земледелием, рыболовством.